# Petelia chandubija
Petelia chandubija är en fjärilsart som beskrevs av Walker 1860. Petelia chandubija ingår i släktet Petelia och familjen mätare. Inga underarter finns listade i Catalogue of Life.